# ديفيد أ. بي. ميلر
ديفيد أ. بي. ميلر (بالإنجليزية: David A. B. Miller)‏ هو فيزيائي أمريكي وبريطاني، ولد في 19 فبراير 1954 في هميلتون في المملكة المتحدة.